# Цвіт України і краса
Цвіт України і краса — пісня, гімн Пласту. Є невіддільним елементом пластового церемоніалу. У цьому гімні пластуни закликають себе до праці та осягнення пластових цілей життя. Пластовий гімн підбадьорює пластунів, закликає їх до змагань, скріплює їх духом та об'єднує їх почуттям солідарності.
Перший куплет та приспів гімну написав доктор Олександр Тисовський, а другий куплет склав для пластунів Іван Франко.

## Історія

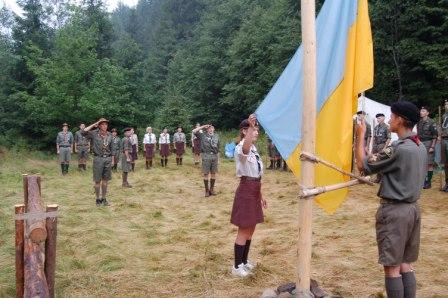
Спів гімну «Цвіт України» супроводжується підняттям національного прапора і становить собою невіддільний елемент пластового церемоніалу Відкриття дня. Табір «Лісова Школа», серпень 2006.

В основу пісні «Цвіт України і краса» ліг Пластовий марш. При написанні Олександр Тисовський використав перші два рядки вірша Івана Франка «Сонце по небу колує». Автор музики — Ярослав Ярославенко.

## Текст

Нотний приклад

|  | Цвіт України і краса Скобів орлиний ми рід, Любимо сонце, рух, життя, Любимо волю і світ. Пласт — наша гордість і мрія Любій Отчизні — наш труд, Буйний в нім порив, надія, В Пласті росте новий люд. Приспів: (двічі) Браття, пора нам станути в ряд, Стяг пластовий підійняти, Славу Вкраїні придбать! Сонце по небу колує, Знають і хмари свій шлях, Вітер невпинно мандрує По України полях. Ми ж сонця ясного діти, Вольного вітру брати, Мали б безділлі змарніти, Цілі життя не знайти. Приспів (двічі) |